# 굿모닝 베트남
《굿모닝 베트남》(영어: Good Morning, Vietnam)은 1987년에 개봉한 미국의 영화이다.

## 줄거리
1965년, 미군 방송망의 디스크 자키로 일하기 위해 사이공에 일병 에이드리언 크로나워가 도착한다. 이등병 에드워드 갈릭은 그를 라디오 방송국으로 데려가는데, 그의 태도와 행동은 많은 직원들과는 확연히 달랐다. 크로나워의 쇼는 그의 시그니처인 "굿모닝, 베트남!"으로 시작하며, 엄격하게 검열된 뉴스와 불경한 유머 코너로 구성되어 있으며, 상사인 스티븐 호크 소위와 필립 디커슨 상사에게는 불쾌하게 여겨지는 로큰롤 음악이 섞여 있다. 호크는 유머와 음악 프로그래밍에 있어 엄격한 육군 지침을 고수하는 반면, 디커슨은 일반적으로 모든 사병들에게 학대적이다. 그러나 테일러 준장과 다른 DJ들은 크로나워와 그의 괴짜 코미디를 금방 좋아하게 된다.
크로나워는 베트남인 소녀 찐을 따라 영어 수업에 간다. 교사를 뇌물로 매수하여 수업을 대신하게 된 크로나워는 학생들에게 미국 속어와 욕설을 가르친다. 수업이 끝나자 그는 찐에게 말을 걸려 하지만, 그녀의 오빠인 뚜안에 의해 제지당한다. 그녀를 쫓는 것이 헛되다는 것을 깨달은 크로나워는 뚜안과 친구가 되어 그를 지역 G.I. 바인 지미 와의 술집으로 데려간다. 뚜안의 존재에 화가 난 두 명의 인종차별주의자 병사들이 시비를 걸어 싸움이 벌어진다. 디커슨은 이 사건에 대해 크로나워를 질책하지만, 그의 방송은 평소처럼 계속되어 디커슨과 호크의 반감에도 불구하고 많은 청취자들로부터 인기를 얻는다.
어느 날 오후, 지미 와의 술집에서 쉬고 있던 크로나워는 뚜안에 의해 밖으로 끌려나오는데, 찐이 그를 보고 싶어한다는 말을 한다. 잠시 후 건물이 폭발하여 두 명의 병사가 사망하고 크로나워는 충격을 받는다. 폭발의 원인은 폭탄으로 밝혀진다. 디커슨은 뉴스를 검열한다고 선언하지만, 크로나워는 스튜디오에 자신을 가두고 어쨌든 보도하여 디커슨을 격분시킨다. 디커슨은 방송을 중단시키고, 크로나워는 정직당하며, 호크와 디커슨은 기뻐한다. 호크가 쇼를 대신하지만, 그의 형편없는 유머 시도와 폴카 음악 선택으로 인해 크로나워의 복귀를 요구하는 편지와 전화가 쇄도한다.
낙담한 크로나워는 술을 마시며 찐을 쫓는 데 시간을 보내지만, 계속해서 그녀에게 거절당한다. 라디오 방송국에서 테일러가 개입하여 호크에게 크로나워를 복귀시키라고 명령하지만, 그는 다시 일하러 가기를 거부한다. 갈릭과 크로나워의 차량은 제1보병사단 (미국) 병사들이 냐짱으로 향하는 호송 차량들로 붐비는 거리에서 멈춰 섰고, 갈릭은 그가 싸우러 가기 전에 즉흥적인 "방송"을 하도록 설득한다. 병사들의 감사함은 크로나워에게 그의 직업이 왜 중요한지 상기시켜 주었고, 그는 다시 일하러 돌아간다.
디커슨은 크로나워의 현장 인터뷰 요청을 승인하고 그를 남베트남 민족해방전선이 통제하는 고속도로를 통해 안록으로 보내는 방식으로 크로나워를 영구히 제거할 기회를 잡는다. 크로나워와 갈릭의 지프는 지뢰를 밟고, 그들은 남베트남 민족해방전선 순찰대에게서 숨어야 했다. 사이공에서 뚜안은 크로나워가 영어 수업에 나타나지 않자 여행에 대해 알게 되고, 그들을 쫓기 위해 밴을 훔친다. 그들을 찾은 후 밴이 고장나자, 그들은 해병대 헬리콥터를 불러 도시로 돌아온다.
기지로 돌아와 디커슨은 크로나워에게 뚜안이 남베트남 민족해방전선 요원이며 지미 와 술집 폭탄 테러의 주범이라고 밝힌다. 디커슨은 크로나워의 재배치와 명예 전역을 준비해 두었다. 테일러는 크로나워와 뚜안의 우정이 육군 평판에 미칠 위험을 알기에 아쉽게도 그 결정을 지지한다. 그러나 테일러는 디커슨의 행동이 크로나워에 대한 반감에서 비롯된 순전히 이기적인 것임을 알고 디커슨을 괌으로 전근시킨다고 통보한다.
크로나워는 뚜안을 뒤쫓아가 미국 병사들에 대한 그의 행동을 비난한다. 그림자 속에서 나타난 뚜안은 미군이 자신의 마을을 황폐화시켜 미국이 자신의 적이 되었다고 반박하지만, 다시 사라지기 전에 그는 안록에서 여전히 크로나워의 생명을 구하기로 선택했음을 언급하며 그들의 우정을 소중히 여겼음을 암시한다. 군사경찰의 호송을 받으며 갈릭과 함께 떤선녓 공군 기지로 향하는 길에 크로나워는 영어 수업 학생들을 위해 빠른 소프트볼 게임을 마련하고 찐에게 작별 인사를 한다. 그는 갈릭에게 녹음된 작별 메시지를 건네고 비행기에 탑승한다. 다음 날 아침 크로나워를 대신해 DJ를 맡은 갈릭은 녹음된 테이프를 방송한다. 그것은 크로나워가 "굿바이, 베트남!"이라고 외치는 것으로 시작한다.

## 한국판 성우진(KBS)
- 배한성 - 애드리언(로빈 윌리암스)
- 유해무 - 에드워드(포레스트 휘태커)
- 이윤선 - 지미(츄 바 응우옌)
- 김정애 - 트링(친타라 수카파타나)
- 온영삼 - 테일러 장군(노블 윌링햄)
- 백순철 - 투완(쩐 타잉 뚱) / 애버서드(리차드 에드슨)
- 유영환 - 노엘(랄프 타바킨) / 할아버지
- 김환진 - 호크 중위(브루노 커비)
- 설영범 - 마티니(로버트 월)
- 이봉준 - 특무상사(J. T. 월시) / 에디(폴로이드 비비노)
- 장승길 - 댄(리처드 포트노) / 검열관(댄 스탠튼)
- 홍시호 - 슬로운(마크 존슨) / 영어선생님